# Bulgarischer Fußballpokal 2012/13
Der Bulgarischer Fußballpokal 2012/13 war die 73. Austragung des Pokalwettbewerbs im Fußball in Bulgarien. Pokalsieger wurde Beroe Stara Sagora. Das Team setzte sich im Finale gegen Lewski Sofia nach Elfmeterschießen durch. Durch den Sieg qualifizierte sich Beroe für die 2. Qualifikationsrunde der UEFA Europa League 2013/14.

## Modus
In der 1. Runde und im Finale wurden die Begegnungen in einem Spiel entschieden. Bei unentschiedenem Ausgang gab es eine Verlängerung von zweimal 15 Minuten und gegebenenfalls ein Elfmeterschießen.
Von der 2. Runde bis zum Halbfinale wurde der Sieger in Hin- und Rückspiel ermittelt. Bei Torgleichheit entschied zunächst die Anzahl der auswärts erzielten Tore, danach eine Verlängerung und falls erforderlich ein Elfmeterschießen.

## Teilnehmer
| A Grupa (16) | B Grupa (14) | Regionalcup (8) |
| --- | --- | --- |
| - Beroe Stara Sagora - Botew Plowdiw - FC Botew Wraza - FK Etar 1924 Weliko Tarnowo - Lewski Sofia - Litex Lowetsch - Lokomotive Plowdiw - Lokomotive Sofia - Ludogorez Rasgrad - Minjor Pernik - PFK Montana - FC Pirin Goze Deltschew - Slawia Sofia - Tscherno More Warna - FC Tschernomorez Burgas - ZSKA Sofia | - FC Bansko - Kaliakra Kawarna - FK Ljubimez 2007 - Neftochimik Burgas - FC Pirin Raslog - FC Rakowski 2001 - FK Shumen 2010 - Septemwri Simitli - OFK Sliwen 2000 - FK Spartak Plewen - Spartak Warna - Swetkawiza Targowischte - FC Tschawdar Etropole - Widima-Rakowski Sewliewo | Nordwest Gruppe: - Akademik Swischtow (III) - Lokomotive 1929 Mesdra (III) Nordost Gruppe: - FK Silistra 2009 (III) - Sportist General Toschewo (III) Südwest Gruppe: - Mesta Chadschidimowo (III) - Strumska Slawa Radomir (III) Südost Gruppe: - Eurocollege Plowdiw (IV) - FK Master Burgas (III) |

## 1. Runde
Teilnehmer: Die 14 Zweitligisten und die 8 Sieger des regionalen Pokals. Zehn Vereine erhielten ein Freilos. Unterklassige Teams hatten Heimrecht.
| Datum      |                                 | Ergebnis              |                              |
| ---------- | ------------------------------- | --------------------- | ---------------------------- |
| 10.10.2012 | OFK Sliwen 2000 (II)            | 1:5                   | FC Bansko (II)               |
| 13.10.2012 | FC Pirin Raslog (II)            | 2:0                   | Swetkawiza Targowischte (II) |
| 13.10.2012 | Mesta Chadschidimowo (III)      | 3:3 n. V. (1:3 i. E.) | FK Spartak Plewen (II)       |
| 13.10.2012 | Spartak Warna (II)              | 2:1                   | FK Shumen 2010 (II)          |
| 13.10.2012 | Sportist General Toschewo (III) | 1:3                   | Lokomotive 1929 Mesdra (III) |
| 13.10.2012 | Akademik Swischtow (III)        | 1:0                   | Septemwri Simitli (II)       |
|            | Neftochimik Burgas (II)         | Freilos               |                              |
|            | FC Tschawdar Etropole (II)      | Freilos               |                              |
|            | FC Rakowski 2001 (II)           | Freilos               |                              |
|            | Kaliakra Kawarna (II)           | Freilos               |                              |
|            | Widima-Rakowski Sewliewo (II)   | Freilos               |                              |
|            | FK Ljubimez 2007 (II)           | Freilos               |                              |
|            | FK Silistra 2009 (III)          | Freilos               |                              |
|            | Strumska Slawa Radomir (III)    | Freilos               |                              |
|            | FK Master Burgas (III)          | Freilos               |                              |
|            | Eurocollege Plowdiw (IV)        | Freilos               |                              |

## 2. Runde
Teilnehmer: Die 16 Sieger der 1. Runde und die 16 Erstligisten.
| Datum             |                              | Gesamt          |                                 | Hinspiel | Rückspiel |
| ----------------- | ---------------------------- | --------------- | ------------------------------- | -------- | --------- |
| 30.10./24.11.2012 | Eurocollege Plowdiw (IV)     | 1:9             | Botew Plowdiw (I)               | 0:3      | 1:6       |
| 30.10./24.11.2012 | FC Bansko (II)               | 8:2             | Widima-Rakowski Sewliewo (II)   | 6:1      | 2:1       |
| 30.10./24.11.2012 | Spartak Warna (II)           | 4:4 (5:4 i. E.) | FC Rakowski 2001 (II)           | 2:2      | 2:2 n. V. |
| 31.10./23.11.2012 | Beroe Stara Sagora (I)       | 4:1             | Akademik Swischtow (III)        | 1:0      | 3:1       |
| 31.10./23.11.2012 | FK Ljubimez 2007 (II)        | 2:5             | Slawia Sofia (I)                | 2:2      | 0:3       |
| 31.10./23.11.2012 | Lokomotive Sofia (I)         | (a)3:3(a)       | FK Master Burgas (III)          | 2:0      | 1:3       |
| 31.10./24.11.2012 | FK Silistra 2009 (III)       | 2:4             | FC Tschawdar Etropole (II)      | 1:1      | 1:3       |
| 31.10./24.11.2012 | Minjor Pernik (I)            | (a)4:4(a)       | FK Etar 1924 Weliko Tarnowo (I) | 2:1      | 2:3       |
| 31.10./24.11.2012 | Lokomotive 1929 Mesdra (III) | 5:4             | Kaliakra Kawarna (II)           | 4:0      | 1:4 n. V. |
| 31.10./24.11.2012 | FC Pirin Goze Deltschew (I)  | 3:2             | PFK Montana (I)                 | 3:2      | 0:0       |
| 31.10./24.11.2012 | Lewski Sofia (I)             | 4:0             | FC Pirin Raslog (II)            | 3:0      | 1:0       |
| 31.10./24.11.2012 | FC Botew Wraza (I)           | 1:2             | Neftochimik Burgas (II)         | 1:1      | 0:1       |
| 31.10./24.11.2012 | Ludogorez Rasgrad (I)        | (a)2:2(a)       | ZSKA Sofia (I)                  | 1:2      | 1:0       |
| 31.10./24.11.2012 | Strumska Slawa Radomir (III) | 0:2             | Tscherno More Warna (I)         | 0:0      | 0:2       |
| 31.10./24.11.2012 | Lokomotive Plowdiw (I)       | 0:2             | Litex Lowetsch (I)              | 0:0      | 0:2       |
| 01.11./23.11.2012 | FK Spartak Plewen (II)       | 0:9             | FC Tschernomorez Burgas (I)     | 0:4      | 0:5       |

## Achtelfinale
| Datum             |                             | Gesamt |                              | Hinspiel | Rückspiel |
| ----------------- | --------------------------- | ------ | ---------------------------- | -------- | --------- |
| 02.12./12.12.2012 | Spartak Warna (II)          | 1:8    | Litex Lowetsch (I)           | 0:1      | 1:7       |
| 02.12./15.12.2012 | Lewski Sofia (I)            | 4:1    | Tscherno More Warna (I)      | 4:0      | 0:1       |
| 02.12./15.12.2012 | FC Tschawdar Etropole (II)  | 0:7    | ZSKA Sofia (I)               | 0:2      | 0:5       |
| 02.12./15.12.2012 | FC Bansko (II)              | 2:3    | Minjor Pernik (I)            | 1:1      | 1:2       |
| 02.12./15.12.2012 | Beroe Stara Sagora (I)      | 8:1    | Lokomotive 1929 Mesdra (III) | 4:0      | 4:1       |
| 02.12./16.12.2012 | FC Pirin Goze Deltschew (I) | 2:1    | Neftochimik Burgas (II)      | 1:0      | 1:1       |
| 02.12./16.12.2012 | Slawia Sofia (I)            | 4:0    | Botew Plowdiw (I)            | 3:0      | 1:0       |
| 03.12./15.12.2012 | Lokomotive Sofia (I)        | 3:2    | FC Tschernomorez Burgas (I)  | 3:1      | 0:1       |

## Viertelfinale
| Datum             |                        | Gesamt    |                             | Hinspiel | Rückspiel |
| ----------------- | ---------------------- | --------- | --------------------------- | -------- | --------- |
| 13.03./03.04.2013 | Beroe Stara Sagora (I) | 4:1       | FC Pirin Goze Deltschew (I) | 1:0      | 3:1       |
| 13.03./03.04.2013 | Lewski Sofia (I)       | (a)2:2(a) | Litex Lowetsch (I)          | 1:0      | 1:2       |
| 13.03./03.04.2013 | Lokomotive Sofia (I)   | 1:0       | ZSKA Sofia (I)              | 0:0      | 1:0       |
| 13.03./03.04.2013 | Minjor Pernik (I)      | 3:5       | Slawia Sofia (I)            | 2:5      | 1:0       |

## Halbfinale
| Datum             |                  | Gesamt |                        | Hinspiel | Rückspiel |
| ----------------- | ---------------- | ------ | ---------------------- | -------- | --------- |
| 17.04./24.04.2013 | Lewski Sofia (I) | 3:1    | Lokomotive Sofia (I)   | 3:1      | 0:0       |
| 18.04./25.04.2013 | Slawia Sofia (I) | 0:1    | Beroe Stara Sagora (I) | 0:0      | 0:1       |

## Finale
| Paarung            | Beroe Stara Sagora – Lewski Sofia |
| Ergebnis           | 3:3 n. V. (3:3, 2:1), 3:1 i. E. |
| Datum              | 15. Mai 2013 |
| Stadion            | Gradski Stadion, Lowetsch |
| Zuschauer          | 7.800 |
| Schiedsrichter     | Zwetan Krastew |
| Tore               | 1:0 Élio Martins (16.) 1:1 Ilijan Jordanow (24.) 2:1 Élio Martins (28.) 3:1 Georgi Andonow (79.) 3:2 João Silva (81.) 3:3 Garry Rodrigues (87.) Elfmeterschießen: Amir Sayoud schießt über das Tor João Silva schießt über das Tor 1:0 Iwo Iwanow Dustley Mulder schießt über das Tor Plamen Krumow schießt über das Tor Stefan Welew schießt gegen die Latte 2:0 Borislaw Stojtschew 2:1 Stanislaw Angelow 3:1 Elias da Silva |
| Beroe Stara Sagora | Iwan Karadschow – Plamen Krumow, Borislaw Stojtschew, Wladimir Safirow (93. Amir Sayoud), Wesselin Penew – Alberto Louzeiro, Elias da Silva, Igor Djoman – David Caiado, Georgi Andonow (85. Iwo Iwanow), Élio Martins (64. Jerry Sitoe) Cheftrainer: Petar Chubtschew |
| Lewski Sofia       | Plamen Iliew – Dustley Mulder, Daniel Dimow, Romain Élie, Nuno Pinto – Stefan Welew, Wladimir Gadschew (60. Cristóvão Ramos), Christo Jowow – Garry Rodrigues, Basile de Carvalho (91. Stanislaw Angelow), Ilijan Jordanow (74. João Silva) Cheftrainer: Nikolaj Mitow |
| Gelbe Karten       | Borislaw Stojtschew, David Caiado, Alberto Louzeiro, Georgi Andonow, Amir Sayoud – Nuno Pinto, Basile de Carvalho |
| Platzverweise      | keine – Christo Jowow (44.) |